# Soli deo Gloria (Soest)
Soli Deo Gloria, (Latijn voor Alleen aan God de eer), is een gemeentelijk monument aan de Nieuweweg 49 in Soest in de provincie Utrecht. 
Het herenhuis werd in 1915 bebouwd naar een ontwerp van architect P.G. Karsdorp. De keuken is in 1956 aan de achterzijde bijgebouwd. Het huis grenst met de achterzijde aan de Soester Eng, de  nok loopt evenwijdig aan de Nieuweweg. Het schilddak is afgeplat. De ingang bevindt zich in een inpandig portiek in de bijna symmetrische voorgevel. In het opgetrokken middendeel zijn twee schuifvensters. Deze topgevel eindigt in boogvormen en twee gemetselde torentjesachtige bouwwerken. 
De regendorpels zijn groen geglazuurd.